# Marcus Schögel
Marcus Schögel (* 22. Mai 1967 in Berlin) ist ein deutscher Betriebswirt, Titularprofessor, Publizist und ständiger Dozent für Marketing an der Universität St. Gallen in der Schweiz.

## Ausbildung und akademische Karriere
Von 1987 bis 1992 studierte Marcus Schögel Betriebswirtschaftslehre an der Technischen Universität Berlin und an der Freien Universität Berlin. Ein Jahr darauf ging er an die Universität St. Gallen, wo er bis 1997 an seiner Dissertation zum Thema „Mehrkanalsysteme in der Distribution“ arbeitete.
Noch im selben Jahr, in dem er seine Dissertation fertigstellte, wurde Schögel zum Leiter des Kompetenzzentrums Distribution und Kooperation ernannt. Von 1997 bis 2000 war er auch Leiter der Führungskräfteweiterbildung am Institut für Marketing und Handel an der Universität St. Gallen. Seit 2000 ist er Referent im Bereich Betriebswirtschaftslehre an der Universität St. Gallen. 2004 habilitierte sich Schögel mit seiner Arbeit über Relational Capabilities im Marketing und nahm 2005 eine Assistenzprofessur für Betriebswirtschaftslehre an.
Seit 2009 ist Marcus Schögel Associate Professor für Betriebswirtschaftslehre und ständiger Dozent unter besonderer Berücksichtigung des Marketings an der Universität St. Gallen. Des Weiteren ist er Direktor des englischen Master in Marketing Management.
Von Februar bis Juli 2013 war er als Gastprofessor am Sankt Gallen Institute for Management in Asia in Singapur (SGI-HSG). Seine Aktivitäten umfassten Forschung im Bereich der Kundenorientierung und deren Auswirkungen auf die Produktivität von Unternehmen, die Entwicklung von Management-Weiterbildungskursen zu den Herausforderungen der Geschäftstätigkeit in Asien sowie den Aufbau von Beziehungen zu Unternehmen in Asien. Seit 2013 leitet er das Kompetenzzentrum Customer Centricity am SGI-HSG in Singapur.

## Veröffentlichungen
- Publikationsliste

### Bücher (Auswahl)
- Management von Mehrkanalsystemen, St. Gallen : Verl. Thexis, 1995
- Mehrkanalsysteme in der Distribution, Wiesbaden : Dt. Univ.-Verl., 1997
- E-Commerce im Distributionsmanagement, St. Gallen : Verl. THEXIS, 2000
- Multichannel Marketing, Zürich : Werd-Verl., 2001
- Mit Schmidt, Inga D. und Tomczak, Torsten: Nutzung von Distributionskanälen aus Kundensicht, St. Gallen : Verl. Thexis, 2003
- Mit Feldmann, Lars und Staib, Daniel: Blackbox Kunde, Rüschlikon/Zürich : GDI, 2004
- Kooperationsfähigkeiten im Marketing, Wiesbaden : Dt. Univ.-Verl., 2006, 1. Aufl.
- Grundprinzipien des Channel-Managements, Zürich : Compendio Bildungsmedien, 2010
- Distributionsmanagement, München : Vahlen, 2012
- Mit Dennis Herhausen: The Customer Experience Navigator: Building valuable interactions with customers by collecting, connecting and correcting the dots. Thexis, 2023

## Mitgliedschaften
- Marcus Schögel ist einer der Herausgeber der Fachzeitschrift Marketing Review St. Gallen (ehemals Thexis).[4]
- Er ist Mitglied der American Marketing Association – AMA (https://www.ama.org/).
- Er ist Mitglied der European Marketing Academy – EMAC (http://www.emac-online.org/).
- Er ist Gründungsmitglied der Swiss Academy for Marketing Science (https://marketing-science.ch/).
- Seit 2022 ist er Präsident des Stiftungsrates der gfm, Schweizerische Gesellschaft für marktorientierte Unternehmensführung. Zudem ist er der Vorsitzende der Jury für den Schweizerischen Preis für marktorientierte Unternehmensführung der gfm (https://gfm.ch/).
- Seit 2020 ist Mitglied der Jury für den deutschen Marketingpreis (https://www.marketingverband.de/awards/deutscher-marketing-preis).
- Seit 2022 ist Mitglied des Advisory Boards von Cognitive Valley Switzerland (https://cognitivevalley.swiss/)

## Unternehmerische Aktivitäten
Marcus Schögel war Gründungspartner des Marketing-Auditorium St. Gallen AG. Zuvor war er Gründungspartner der htp St. Gallen. 2019–2021 war er Gründungspartner der FLD 33, eines Technologieunternehmens.
Er berät Unternehmen in Konsumgüter-, Dienstleiustung- und Industriegüterunternehmen in den Bereichen Kundenzentrierung, digitale Transformation, Customer Experience sowie (Multi-)Channelmanagement.